# Kiliwa
El kiliwa és una llengua mexicana del grup yuma-cochimí parlada pels kiliwes, que habita al nord-est de l'estat mexicà de Baixa Califòrnia. Pel seu nombre de parlants, és una de les llengües indígena amb menys parlants a Mèxic, i es troba en procés de desaparició. La major part dels parlants de kiliwa són ancians, i es concentren en localitats com Arroyo de León i la regió de la vall de Trinidad del municipi d'Ensenada.
Entre les característiques d'aquesta llengua està l'ocupació de xiulades i certs crits com a recursos de significació lingüística. Té 21 consonants i sis vocals, i inclou alguns sons que no posseeix el castellà, com el salt glotal o les oclusivas arrodonides o labialitzades.

## Inventari fonològic
L'inventari fonològic del kiliwa és:
|            | Bilabial | Coronal | Palatal | Velar | Labiovelar | Uvular | Glotal |
| ---------- | -------- | ------- | ------- | ----- | ---------- | ------ | ------ |
| Oclusiva   | p        | t       |         | k     | kʷ         | q      | ʔ (')  |
| Africada   |          |         | t͡s (ch) |       |            |        |        |
| Fricativa  |          | s       |         | x     | xʷ         |        | h, hʷ  |
| Aproximant |          | r, l    | j (y)   |       | w          |        |        |
| Nasal      | m        | n       | ɲ (ñ)   |       |            |        |        |

Hi ha vocals curtes i llargues, aquestes són: a, e, i, o, u, ā, ē, ī, ō, ū.